# Skorkov (Mladá Boleslav-i járás)
Skorkov település Csehországban, a Mladá Boleslav-i járásban. Skorkov Brandýs nad Labem-Stará Boleslav, Nový Vestec, Hlavenec, Káraný, Sojovice és Tuřice településekkel határos. Lakosainak száma 720 fő (2024. január 1.).

## Népesség
A település lakosságának változását az alábbi diagram mutatja:
| Lakosok száma | 462  | 464  | 443  | 510  | 419  | 357  | 593  | 622  | 639  | 720  |
|               | 1869 | 1890 | 1921 | 1950 | 1980 | 2001 | 2017 | 2019 | 2022 | 2024 |